# Aoridus scaposus
Aoridus scaposus är en stekelart som beskrevs av Boucek 1988. Aoridus scaposus ingår i släktet Aoridus och familjen finglanssteklar.
Artens utbredningsområde är Papua Nya Guinea. Inga underarter finns listade i Catalogue of Life.